# Kabinett Peker
Das Kabinett Peker war die 15. Regierung der Türkei, die vom 7. August 1946 bis zum 10. September 1947 von Recep Peker geführt wurde.
Bei der  Parlamentswahl am 21. Juli 1946 waren erstmals neben der Cumhuriyet Halk Partisi andere Parteien zugelassen. So trat auch die von dem ehemaligen Ministerpräsidenten Celâl Bayar und Adnan Menderes gegründete Demokrat Parti an. Die CHP konnte die Wahl mit 85,2 % der Stimmen trotzdem für sich entscheiden. Nach dem Rückzug von Saraçoğlu aus gesundheitlichen Gründen wurde Peker neuer Ministerpräsident des Landes.
Nach heftigen Auseinandersetzungen mit der Opposition und der eigenen Partei trat Peker im September 1947 zurück.

## Regierung
| Titel                                          | Name                              | Partei | Amtszeit                                                                    |
| ---------------------------------------------- | --------------------------------- | ------ | --------------------------------------------------------------------------- |
| Ministerpräsident                              | Recep Peker                       | CHP    |                                                                             |
| Stellvertretender Ministerpräsident            | Mümtaz Ökmen                      | CHP    |                                                                             |
| Staatsminister                                 | Abdülhalik Renda                  | CHP    |                                                                             |
| Justizminister                                 | Mümtaz Ökmen Şinasi Devrin        | CHP    | 7. August 1946 – 19. September 1946 19. September 1946 – 10. September 1947 |
| Minister für Verteidigung und Marine           | Cemil Cahit Toydemir Münir Birsel | CHP    | 7. August 1946 – 5. September 1947 5. September 1947 – 10. September 1947   |
| Innenminister                                  | Şükrü Sökmensüer Hüsrev Göle      | CHP    | 7. August 1946 – 5. September 1947 5. September 1947 – 10. September 1947   |
| Außenminister                                  | Hasan Saka                        | CHP    |                                                                             |
| Finanzminister                                 | Nazmi Keşmir                      | CHP    |                                                                             |
| Bildungsminister                               | Şemsettin Sirer                   | CHP    |                                                                             |
| Minister für öffentliche Arbeiten              | Kerim İncedayı                    | CHP    |                                                                             |
| Minister für Gesundheit und soziale Sicherheit | Behçet Uz                         | CHP    |                                                                             |
| Minister für Zölle und Monopole                | Tahsin Coşkan                     | CHP    |                                                                             |
| Wirtschaftsminister                            | Bekir Balta Cavit Ekin            | CHP    | 7. August 1946 – 5. September 1947 5. September 1947 – 10. September 1947   |
| Landwirtschaftsminister                        | Faik Kurdoğlu Şevket Adalan       | CHP    | 7. August 1946 – 5. September 1947 5. September 1947 – 10. September 1947   |
| Verkehrsminister                               | Şükrü Koçak                       | CHP    |                                                                             |
| Handelsminister                                | Atıf İnan                         | CHP    |                                                                             |
| Arbeitsminister                                | Sadi Irmak Bekir Balta            | CHP    | 7. August 1946 – 5. September 1947 5. September 1947 – 10. September 1947   |